# Journal of Applied Mathematics and Mechanics
Le Journal of Applied Mathematics and Mechanics ou Zeitschrift für Angewandte Mathematik und Mechanik (ZAMM) est une revue scientifique mensuelle internationale à comité de lecture publiée par John Wiley & Sons. Elle a été fondée en 1921 par l'association des ingénieurs allemands (de) et éditée par Richard von Mises. Elle est aujourd'hui sous la direction de la Société de mathématiques appliquées et de mécanique (Gesellschaft für Angewandte Mathematik und Mechanik, GAMM).
Elle couvre tous les domaines relatifs à la mécanique et aux mathématiques appliquées. Publiée en anglais, son facteur d'impact en 2015 est 1.293 selon le Journal Citation Reports.

## Liens
- (en) « Site du journal »